# Peziza ripensis
Peziza ripensis är en svampart som beskrevs av E.C. Hansen 1877. Peziza ripensis ingår i släktet Peziza och familjen Pezizaceae.   Inga underarter finns listade i Catalogue of Life.
I den svenska databasen Dyntaxa används istället namnet Pseudombrophila ripensis för samma taxon.  Arten är reproducerande i Sverige.